# Solanum pennellii
Solanum pennellii (Syn. Lycopersicon pennellii) ist eine Pflanzenart aus der Sektion der Tomaten (Lycopersicon) in der Gattung der Nachtschatten (Solanum).

## Beschreibung

### Vegetative Merkmale
Solanum pennellii ist eine ausdauernde, bis zu 1 m hoch werdende Pflanze, die breitwüchsig wachsen und einen Durchmesser von 40 bis 50 cm erreichen können. Die Sprossachse ist an der Basis verholzend, die Stängel erreichen Durchmesser zwischen 9 und 12 mm, sie sind brüchig, gelblich grün und spärlich bis dicht behaart. Die Behaarung ist klebrig-zäh und besteht vorwiegend aus drüsigen, meist unverzweigten, einreihigen Trichomen aus ein bis zwei Zellen und einem vielzelligen drüsigen Kopf. Zudem kommen an Pflanzen aus einigen Populationen sechs- bis achtzellige, unverzweigte, einreihige Trichome vor, die einen einzelligen drüsigen Kopf haben und Längen von 1,5 bis 2,5 mm erreichen.
Die sympodialen Einheiten besitzen zwei Laubblätter, die Internodien sind 1 bis 6 cm lang. Die Laubblätter sind unterbrochen unpaarig bis unpaarig gefiedert, (selten nur 1,5 bis) 3 bis 13 cm lang und (selten nur 1,2) 2,2 bis 7,5 cm breit. Sie sind gelblich grün gefärbt, ihre Behaarung gleicht der der Stängel. In einigen Populationen ist die Blattoberseite nahezu unbehaart, Trichome sind dann nur entlang der Blattadern und des Blattrandes zu finden. Das Blatt besteht aus zwei bis vier Paar Hauptteilblättern, die breit elliptisch bis kreisförmig geformt sind, eine abgerundete Spitze und eine herzförmige Basis besitzen und 0,5 bis 5 cm × 0,4 bis 4,5 cm groß sind. Sie stehen an 0,15 bis 1 cm Stielchen, ihr Rand ist unregelmäßig gefurcht oder gelegentlich nahezu ganzrandig. Das endständige Teilblatt ist meist breiter als lang, misst 0,8 bis 3 cm × 0,8 bis 4 cm und steht an einem 0,4 bis 1,5 cm langen Stielchen. Teilblätter zweiter und dritter Ordnung fehlen, eingeschobene Teilblätter zwischen den Hauptteilblättern können auftreten, sind jedoch meist nicht vorhanden. Der Blattstiel ist 0,5 bis 4 cm lang. An allen Knoten sind deutlich ausgeprägte Pseudonebenblätter vorhanden, sie werden 0,5 bis 1 cm lang und 0,7 bis 1,5 cm breit, sie sind kreisförmig und haben einen gefurchten Rand.

### Blütenstände und Blüten
Die 4 bis 11 cm langen Blütenstände sind unverzweigt oder einmal verzweigt. Sie bestehen aus 6 bis 15 Blüten. An allen Knoten werden 0,2 bis 1,5 cm lange und 0,2 bis 1,5 cm breite Tragblätter mit gefurchtem Rand gebildet. Die Blütenstände stehen an 1 bis 4 (selten bis 7) cm langen Blütenstandsstielen. Sie sind ähnlich den Stängeln und den Laubblättern behaart. Die Blütenstiele sind 1 bis 2 cm lang und an der Basis gelenkartig abgeknickt.
Die Knospen haben eine Länge von 0,8 bis 1 cm und sind 0,4 bis 0,5 cm breit. Sie haben eine langgestreckt elliptische Form und sind stark zurückgebogen. Bevor sich die Knospe öffnet stehen die Kronblätter bereits mehr als die Hälfte über den Kelch hinaus. Zur Blütezeit ist die Kelchröhre etwa 5 mm lang und ist mit 4 bis 5 mm langen und 1 bis 1,5 mm breiten, dreieckigen bis spatelförmigen, an der Spitze abgerundeten Kelchzipfeln besetzt. Die Behaarung des Kelchs gleicht der des restlichen Blütenstandes. Die goldgelbe Krone hat einen Durchmesser von 2 bis 2,1 cm, sie ist fünfeckig geformt und leicht zygomorph, da das obere Kronblatt leicht länger ist. Die Kronröhre hat eine Länge von 0,7 bis 0,8 cm. Die Kronlappen sind 0,6 bis 0,7 cm (selten bis 1) cm lang und 0,5 bis 0,6 (selten bis 0,9) cm breit. Die achsabgewandte Seite ist dicht mit schwachen, einreihigen Trichomen besetzt, entlang der Mitteladern und Spitzen der Kronblätter stehen sie noch dichter. Die Kronlappen sind zur Blütezeit leicht nach hinten gebogen.
Die stark umgebogenen Staubblätter sind nicht zu einer Röhre verwachsen oder nur leicht miteinander verwachsen und dann mit seitlichen Papillen besetzt. Die Staubfäden sind kürzer als 0,5 cm, wovon die Staubblattröhre nur 1 mm lang ist. Die Staubbeutel sind 0,6 bis 0,8 (selten bis 1) cm lang, die beiden oberen sind meist größer und etwas gebogen. An den Spitzen der Staubbeutel befinden sich sterile Anhänge. Die Staubbeutel öffnen sich durch nach innen gerichtete Poren, ihnen gegenüber befinden sich zudem feine, dreieckige Anhänge. Der Fruchtknoten ist unbehaart und kugelförmig. Der Griffel ist etwa 0,9 bis 1 cm lang und misst 0,5 mm im Durchmesser. Er ist gebogen und von der Basis auf 3/4 der Länge fein behaart. Er steht etwa 2 bis 3 mm über die Staubbeutel hinaus. Die Narbe ist köpfchenförmig oder leicht zweilappig und grün gefärbt.

### Früchte und Samen
Die Früchte sind kugelförmige, zweikammerige, grüne Beeren mit einem Durchmesser von 1 bis 1,3 cm. Sie sind leicht bis mittelstark fein behaart. Die Behaarung besteht aus einreihigen, unverzweigten Trichomen von etwa 0,5 mm Länge. Sie sind drüsig und bestehen aus vier Zellen sowie einem einzelligen Kopf oder sind nichtdrüsig. Der Stiel verlängert sich an der Frucht auf 2 bis 2,5 cm Länge, er ist gerade oder am Gelenk leicht gebogen. Die Kelchzipfel vergrößern sich auf 9 bis 10 mm Länge und 2 bis 5 mm Breite und sind abstehend. Die Samen sind 1,4 bis 2,4 mm lang, 0,7 bis 1,2 mm breit und 0,5 bis 0,6 mm dick. Sie sind umgekehrt eiförmig geformt, blassbraun und mit haarartigen Auswüchsen der äußeren Samenwandzellen bedeckt, so dass die Oberfläche seidenartig erscheint. Die Samen sind an der Spitze schwach mit einem 0,2 mm breiten Flügel geflügelt, an der Basis sind sie spitz zulaufend.

### Chromosomenzahl
Die Chromosomenzahl beträgt 2n = 24.

## Ökologie
Die Blüten und Früchte erscheinen sporadisch über das gesamte Jahr verteilt, einen Anstieg in der Blütenzahl gibt es jedoch zwischen Oktober und November, wenn an den Standorten feuchtes und nebliges Klima vorherrscht.

## Vorkommen und Standorte
Solanum pennellii kommt vom nördlichen Peru bis ins nördliche Chile vor und ist ein wichtiger Bestandteil der Loma-Formationen. Die Art wächst an trockenen, steinigen Hängen und in sandigen Gebieten zwischen Meereshöhe und 3000 m.